# Българска асоциация на софтуерните компании
Българската асоциация на софтуерните компании (БАСКОМ) е нестопанска организация, която обединява по-значимите софтуерни фирми и организации, свързани с разработка на софтуер в България.
БАСКОМ подкрепя развитието на българската софтуерна индустрия, защитава интересите на фирмите от сферата на софтуерната разработка, промотира етични отношения в бизнеса и промотира българската ИТ и софтуерна индустрия сред българското общество и в чужбина.